# Fidel Maíz
Francisco Fidel Maíz (Arroyos y Esteros, Departamento de Cordillera, 8 de marzo de 1828 - Ibídem, 9 de marzo de 1920), fue un sacerdote paraguayo. Es considerado uno de los mejores oradores de su época, de trascendental participación en momentos capitales de la historia paraguaya. La figura de Maíz cruza seis décadas de vida nacional.

## Infancia y juventud
Nació el 8 de marzo de 1828 en la ciudad de Arroyos y Esteros, Paraguay, hijo de Juan José Maíz y Prudencia Acuña. Tuvo 10 hermanos, de los cuales solo 2 sobrevivieron a la Guerra de la Triple Alianza. 
Fidel asistió a una escuela en su ciudad de origen. Más tarde se trasladó a la ciudad de Asunción, con el fin de ingresar al instituto del maestro argentino José Joaquín Palacios. Siguió sus estudios superiores en la Academia Literaria, bajo la supervisión del maestro Marco Antonio Maíz, su tío.

## Primeros Pasos

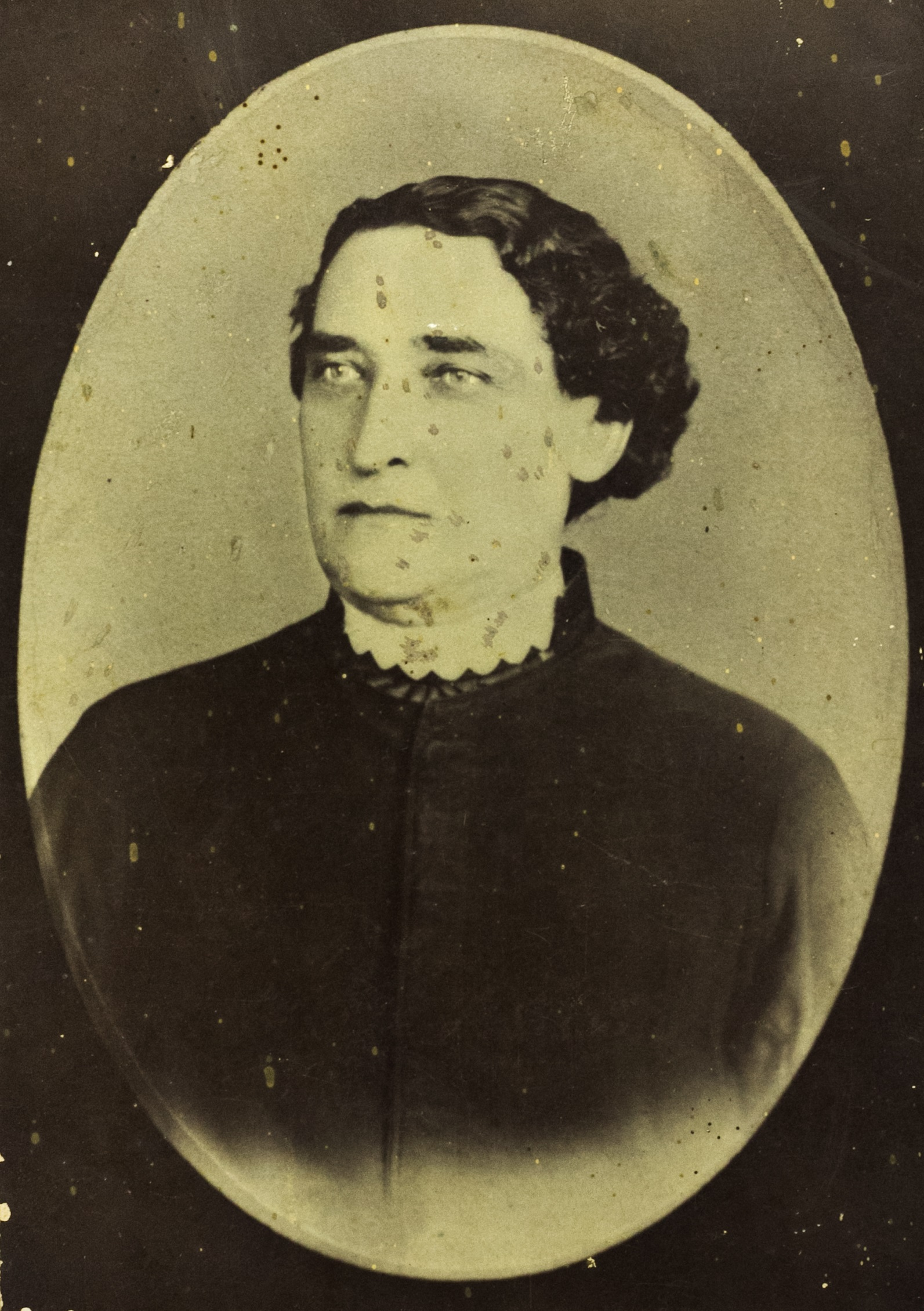
Fidel Maiz en su juventud

El mayor de los hermanos de Maíz fue también sacerdote, ordenado al sacerdocio antes que él, estando al frente de la parroquia de Lambaré y Valenzuela. Una vez ordenado sacerdote, estuvo al frente de la parroquia de Arroyos y Esteros, desde 1856. En el año 1859 deja esta responsabilidad a pedido del entonces presidente de la República, Carlos Antonio López, para asumir el cargo de primer rector del Seminario Conciliar. En el seminario ejerce las cátedras de Teología Moral y Cánones. Una de las características más llamativas de la personalidad de Maíz es que, a diferencia de muchos de sus contemporáneos y de otros que vinieron después, no necesitó salir del país para alcanzar una formación intelectual y cultural de muy alto nivel. Aun en el aislamiento de la época, con el escaso desarrollo de las actividades culturales, Fidel tuvo acceso a los principales pensadores, algunos de ellos incluso enfrentados con el catolicismo, lo que dio solidez a su pensamiento. 
A la muerte de Carlos Antonio López, y una vez que su hijo Francisco Solano López asumió la Presidencia de la República, las dificultades entre él y el nuevo mandatario comenzaron temprano, ya que él mantenía una posición distante o, por lo menos, no abierta a su designación. Fidel cayó en desgracia y fue preso durante cuatro años, hasta poco después de la Batalla de Curupayty. Después de sobrevivir a la Guerra Grande y pasar algún tiempo como prisionero en Brasil, a los 42 años de edad, el padre Maíz tenía mucho por hacer y decir.
Maíz arribó a Paraguay el 5 de diciembre de 1870, luego de su prisión en el Brasil. Ese mismo día, luego de desembarcar y asentarse, acudió al asiento del gobierno nacional para saludar al presidente de la República, Cirilo Antonio Rivarola. Preguntó si de parte del nuevo gobierno existirían inconvenientes para que ejerciera el sacerdocio nuevamente, a lo que el presidente Rivarola contestó que era importante la participación de todos los paraguayos en la tarea de reconstrucción del país. De esta manera, no bien llegado a Asunción, el padre Fidel Maíz empezó las gestiones para reencauzar su vida. Quedaba, sin embargo, una diligencia por realizar; la entrevista con el padre Fidelis María de Avola, quien con el título de vicario foráneo apostólico, era responsable de la Iglesia paraguaya. Este sacerdote se negó a tratar con Maíz, pretextando una orden del delegado apostólico del Brasil y lo declaró suspendido en sus funciones sacerdotales.

## Trayectoria
Maíz recibió una comunicación el 26 de diciembre, donde se le prohibía la realización de cualquier sacramento en carácter de sacerdote. Al día siguiente, contestó la censura con una carta bastante dura y prácticamente se declaró en rebeldía.
Cuando la mayoría de las iglesias se le cerraron, apareció el presbítero Blás Duarte, cura de San Roque, quien le ofreció acompañarlo en el púlpito en la misa en honor del patrono del Paraguay, San Blás. Fidel no dudó y, después de nueve años de silencio como sacerdote en la capital de la República, dejó escuchar su voz. El obispo Moreno, en el momento de su consagración, se encontraba ya gravemente enfermo.
Como el resto de los integrantes del clero nacional, Moreno se oponía firmemente a que un extranjero dirigiera la vida de la iglesia paraguaya, de hecho, el artículo 3 de la nueva Constitución Nacional establecía que el jefe de la Iglesia debía ser paraguayo nativo. Por esto, y para evitar nuevos conflictos y la posibilidad de una maniobra extranjera, el padre Moreno designó como sucesor, mediante un documento, al padre Maíz, hasta tanto Roma se expidiera nuevamente sobre el asunto. El 30 de mayo de 1874 muere el obispo Moreno; dos días después, Maíz remite el documento en cuestión al Ministro de Culto, y seis meses después llega a la sede del obispo la notificación de aceptación oficial del documento y del nombramiento.
A su regreso de Roma, Maíz recibió la responsabilidad de dirigir el curato de Encarnación. Permaneció allí algún tiempo pero, ante la posibilidad de que actos suyos fueran mal interpretados, solicitó su traslado a su pueblo natal Arroyos y Esteros. Allí comienza una larga etapa en la vida del padre Fidel Maíz durante la cual trabajó por su comunidad creando, entre otras cosas, una escuela para los niños de la zona.
Mantuvo correspondencia con algunos de los intelectuales más prominentes de su época como Juan E. O'Leary e Ignacio A. Pane. Fue gran amigo del obispo Juan Sinforiano Bogarín, quien lo visitó en su primera gira por el país en su carácter de jefe de la Iglesia paraguaya. 
En su escrito, Maíz comienza reivindicándose como ciudadano paraguayo que se vio comprometido en una guerra a muerte y no dudó en defender a su país. Con mucho tacto se encargó de recordar que al comienzo de la guerra, él se encontraba preso por lo que no había tenido ni había podido tener ninguna relación con las decisiones políticas, diplomáticas y militares adoptadas por el entonces gobierno paraguayo. Uno de sus párrafos fue:

Obligado pues por la situación de mi Patria, y obedeciendo las órdenes de mi legítimo superior, asumí la actitud de soldado sin lastimar la condición de sacerdote, que al revestirse de semejante ministerio, no se despoja de su constitutivo natural de ciudadano”

Luego de poner énfasis en las circunstancias extraordinarias de una guerra a muerte que obligaron a tomar graves decisiones, Fidel rechaza la responsabilidad de haber hecho derramar sangre directamente y solicita el levantamiento de cualquier censura o inhabilidad canónica en la que se pudiera haber incurrido.
La carta está fechada el 9 de noviembre de 1870. Poco tiempo después, el Imperio del Brasil ponía a disposición de un grupo de prisioneros paraguayos, entre los que se encontraba el sacerdote, un transporte para regresar al país.

## Obras notables
Este último dejaria obras, como "La familia de los López"(1908) y "Etapas de mi vida"(1920)